# زوي فرينش
زوي فرينش (بالإنجليزية: Zoe French)‏ هي عارضة ومقدمة تلفزيونية بريطانية، ولدت في 4 مايو 1986.